# Merophysia ovalipennis
Merophysia ovalipennis là một loài bọ cánh cứng trong họ Endomychidae. Loài này được Coye miêu tả khoa học năm 1876.